# Anna von Kaschin

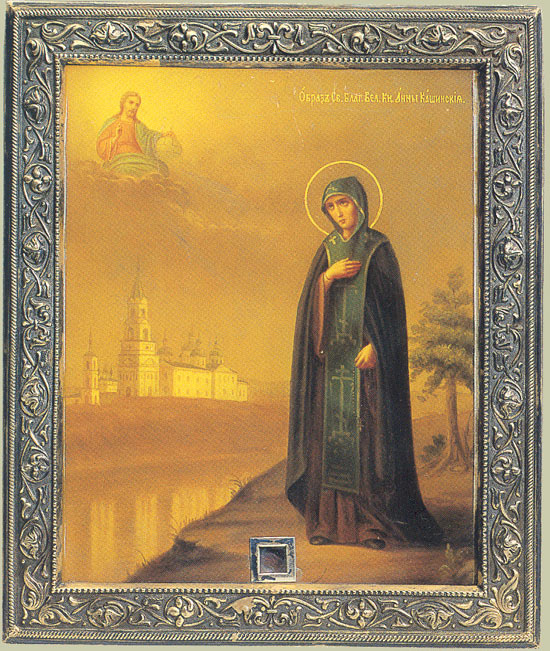
Anna von Kaschin. Ikone ungefähr aus dem Jahr 1910

Anna von Kaschin (russisch Анна Кашинская; * 1280; † 2. Oktober 1368) war eine russische Fürstin aus dem Geschlecht der Rurikiden, die 1650 heiliggesprochen wurde.

## Leben
Anna war eine Tochter von Fürst Dmitri Borissowitsch von Rostow und eine Urenkelin von Fürst Wasilko Konstantinowitsch von Rostow. Von klein auf wurde Anna strikt christlich erzogen. Ihr Lehrer war der heilige Ignatius, der Bischof von Rostow, der 1288 starb. Wie alle adligen Töchter zu dieser Zeit lernte sie unterschiedliche Nadelarbeitstechniken. Als Anna erwachsen wurde, schickte Fürstin Xenia von Twer, die zweite Ehefrau von Jaroslaw von Twer, dem Großfürsten Twers, Gesandte nach Rostow, um eine Ehe ihres Sohnes Michail mit Anna zu arrangieren. Diese Mission war erfolgreich.
Annas Hochzeit mit Fürst Michail fand am 8. November 1299 in der Preobraschenski-Kathedrale in Twer statt. Zur Feier dieses Ereignisses bauten die Bewohner der Stadt Kaschin die Kirche St. Michael und das triumphale Michailstor (Michailowskije worota) in der Mauer des örtlichen Kremls an der Straße in Richtung Twer. In der Uspenski-Kathedrale wurde ein Feiertag erschaffen, der jährlich am 8. November gefeiert wird.
Anna und Michail hatten fünf Kinder:
1. Feodora (starb im Kindesalter)
2. Fürst Dmitri von Twer (1299–1326)
3. Fürst Alexander von Twer (1301–1339)
4. Fürst Konstantin von Twer (1306–1346)
5. Fürst Wassili von Kaschin († nach 1368)

1294 starb ihr Vater, 1295 wurde Twer durch ein Feuer verwüstet. Kurz danach starb Annas und Mikails erste Tochter Feodora im Kindesalter an einer Krankheit. 1296 zerstörte ein weiteres Feuer ihren Palast in Twer und das Fürstenpaar entkam nur knapp. 1317 begann ein Krieg zwischen ihrem Ehemann und Fürst Juri von Moskau.
1318 wurde ihr Ehemann zur Goldenen Horde bestellt, wo er am 22. November zu Tode gefoltert wurde, was Anna erst im Juli des folgenden Jahres erfuhr. Nachdem seine Leiche nach Moskau transportiert wurde, schickte Anna dort Boten hin, die seine Leiche nach Twer transportierten. Er wurde in der Preobraschenski-Kathedrale begraben.
1325 wurde ihr ältester Sohn Dmitri durch Usbek Khan hingerichtet. 1327 beteiligte sich ihr zweiter Sohn Alexander in Twer an einem Aufstand gegen die Goldene Horde. Als Vergeltung sammelte Usbek Khan eine neue Armee und zerstörte Twer. Alexander musste sich in Pskow verstecken. Anna hat ihren Sohn Alexander und dessen Sohn Feodor bis zu deren Hinrichtung durch die Horde 1339 nicht mehr gesehen.
Nach dem Tod Michails legte Anna im Sophienkloster in Twer ein Gelübde ab und nahm den Namen Jewfrossinija oder Sofjia an, später aber wieder ihren Geburtsnamen Anna. 1365 bat ihr jüngster und zu dieser Zeit als einziger überlebender Sohn Wassili seine Mutter darum, zu seinem Fürstentum zu ziehen.
Sie starb am 2. Oktober 1368 und wurde im Dom der Gesegneten Jungfrau begraben.

## Heiligsprechung
Der Name der Fürstin Anna fiel für einige Jahrhunderte in Vergessenheit. Während der litauischen Belagerung von Kaschin 1611 soll Anna Gerasim, einem Kirchendiener in der Preobraschenski-Kathedrale, erschienen sein, wo sie zu Jesus und Maria betete, die Stadt vor den Invasoren zu erlösen. Ihre Reliquien sollen angeblich Wunder bewirkt haben.
1649 versammelte sich das Konzil der Russisch-Orthodoxen Kirche und erklärte ihre Reliquien der Ehrung für würdig. Die Fürstin wurde zur Heiligen erklärt. 28 Jahre später schlug der Patriarch Joachim von Moskau dem Konzil von Moskau vor, ihr die Heiligsprechung abzuerkennen, weil Anna auch unter den Altorthodoxen hohes Ansehen und Ehrfurcht genoss.
Es wird angenommen, dass die Altorthodoxen Anna als ihr Schutzbild wählten, weil sie auf Ikonen mit dem zweifingrigen Kreuzzeichen dargestellt wird, so wie es die Altorthodoxen praktizierten, und nicht mit drei Fingern, so wie es die offizielle Kirchenvorschrift seit 1656 durch den Beschluss von Patriarch Nikon verlangte. Deshalb versteckte Patriarch Joachim schließlich Annas Reliquien vor der Öffentlichkeit.
Einer späteren Untersuchung zufolge soll der eigentliche Grund für die Aberkennung Annas Heiligsprechung eine vom heiligen Ignatius des Solowezki-Klosters verfasste Biographie von ihr sein. Ignatius war ein Anführer der Altorthodoxen, der für Selbstverbrennungen predigte.
Am 12. Juni 1909 sprach die Russisch-Orthodoxe Kirche Anna erneut heilig und genehmigte ihre allgemeine Verehrung. Im selben Jahr wurde ihr eine Klostergemeinde in Grosny gewidmet. Ein Jahr später wurde eine Kirche in Sankt Petersburg in ihrem Namen geweiht.